# 军事训练
军事训练是軍隊平日的活動之一。除了列隊、體能訓練與軍事知識學習之外，也要進行射擊、實戰訓練等。另外「軍訓」一詞通常用於中學或大學新生的軍事課程集訓。